# Griu de Tarragona
El Griu de Tarragona és un element de les festes majors de Tarragona que representa un griu i que s'incorpora en les bèsties de foc i representa la Vall de l'Arrabassada. Normalment surt per Santa Tecla (la vígila, la diada i la Mercè) i a més, a més surt per carnaval (dia de dol, crema de ninots i bóta), per Sant Joan o per trobades de bèsties o de correfoc.
Va ser dissenyat pel mestre artesà i imatger Joan Iniesta Llopés i és confeccionat amb lli, material històric al Seguici. Té els colors carmesí –identitari de la ciutat–, caldera i gris. El mocador és gris. L'escut de Tarragona és a l'esquena. Balla al so de sis timbals. Els dos tocs del «Ball del Griu» han estat composts per Jordi Anglès.

## Història
Ja el 2006, els Diables del Port van sol·licitar crear el Griu però va ser refusat per «mancances tant en l'argumentació i la documentació històrica, com artístiques». Des del 2012, els membres de l'Associació de Veïns de la Vall de l'Arrabassada van fer un tempteig nou per a rehabilitar el griu. Al setembre del 2014, el griu va ser assessorat i incorporat oficialment. La seva incorporació té lloc deu anys després de la del Ball de Cossis, l'any 2004, i pel que fa als elements de foc, la primera en 21 anys després de la Víbria (1993).
La carcassa zoomòrfica del griu de Tarragona apareix reflectida en el sotacor de la sagristia de la catedral realitzada entre 1355 i 1360, que recull la festa de l'època, en un capitell del claustre de la catedral i en la làpida de marbre blanc de 1362 dels canonges Berenguer i Dalmaci de Martorell, custodiant la lletra grega tau, emblema de la seu; i en el segell del rei català Ferran I el d'Antequera (1412 - 1416) que va crear el seu orde de la Gerra, el Liri i el Griu, dels quals els cavallers rebien un collaret de lliris del qual penjava un griu. La seva iconografia també apareix en el primer protocol o consueta de les Festes de Santa Tecla de 1369 presidint l'altar major de la catedral.